# 요코우치 아키노부
요코우치 아키노부(일본어: 横内 昭展, 1967년 11월 30일 ~ )는 일본의 전 축구 선수이다.

## 구단 경력
1986년 일본 사커 리그의 마쓰다(산프레체 히로시마)에 입단했다. 1995년후 현역 은퇴.

## 지도자 경력
은퇴 후에는 산프레체 히로시마의 코치를 거쳐, 2018년부터 2022년까지 일본 국가대표팀과 일본 U-23 국가대표팀에서 코치을 맡았다. 2023년 주빌로 이와타의 감독으로 취임하였다.